# ラワルピンディ (仮装巡洋艦)
ラワルピンディ (Rawalpindi、HMS Rawalpindi) は、イギリスの客船。第二次世界大戦中はイギリス海軍に徴用され仮装巡洋艦（武装商船）へ改装されたが、フェロー諸島沖海戦でドイツ艦隊と交戦し、撃沈された。

## 船歴

### 民間船として
「ラワルピンディ」は1925年にハーランド・アンド・ウルフ社で建造され、3月26日に進水、イギリス領インド帝国の都市ラーワルピンディーに因み命名された。9月にはP&Oラインのロンドン～ボンベイ間の航路に就役した。

### 仮装巡洋艦へ
1939年、第二次世界大戦の勃発に伴い、イギリス海軍本部は大型商戦の徴用を決定した。「ラワルピンディ」は8月26日にイギリス海軍に徴用され、仮装巡洋艦（武装商船）へ改装されることとなった。武装は旧式のBL 6インチ マーク VII 艦砲8門とQF 3インチ 20cwt高射砲2門だった。改装を経て、「ラワルピンディ」は10月に北方哨戒隊に所属し、予備役から復帰したエドワード・カバリー・ケネディ艦長以下、同じく予備役の海軍兵士と軍属を志願した船員を乗せて、アイスランド近海で通商破壊の任務に就いた。10月19日、「ラワルピンディ」はデンマーク海峡でドイツの石油タンカー「グンゼンヘイム (Gonzenheim)」を発見した。「グンゼンヘイム」は9月14日にアルゼンチンのブエノスアイレスを出航して航行中だったが、ラワルピンディは移乗攻撃で拿捕し自沈させた。

### フェロー諸島沖海戦
1939年11月23日、フェロー諸島北方で哨戒中の「ラワルピンディ」は大西洋へ進出しようとしていたドイツ戦艦「シャルンホルスト」と遭遇した。「ラワルピンディ」はこのことを報告し、「シャルンホルスト」は降伏を勧告してきたが、ケネディ艦長は降伏を拒否し、以下のように返信した。
「ラワルピンディ」は「シャルンホルスト」に対し攻撃を始め、フェロー諸島沖海戦が生起した。しかし、仮装巡洋艦である「ラワルピンディ」と正規の軍艦である「シャルンホルスト」には攻撃力に圧倒的な差があり、20km離れていた「シャルンホルスト」の姉妹艦「グナイゼナウ」も砲撃に加わったため、艦橋や無線室に被弾した「ラワルピンディ」は船体中央部で大火災を起こし、3時間漂流した後に沈没した。ケネディ艦長を含む275名が戦死し、P&Oラインの船員も65名中54名が死亡した。救命ボート3隻に分乗した生存者37名の内、2隻に乗っていた26名はドイツ艦隊に救助され捕虜となったが、1隻に乗った11名は同じく仮装巡洋艦となっていたP&Oラインの「チトラル」に救助された。
「ラワルピンディ」の行動により、スカパ・フローのイギリス本国艦隊は「シャルンホルスト」と「グナイゼナウ」を追撃すべき出航したが、2隻を見失う失態を犯した。一方の「シャルンホルスト」と「グナイゼナウ」も、ヴィルヘルム・マルシャル艦隊司令官の判断で大西洋への進出を断念し、キールへ帰還した。
海戦の数日後、ネヴィル・チェンバレン首相は議会で本国艦隊の失態を棚に上げる一方で、「ラワルピンディ」の孤軍奮闘ぶりを称え、勲章を授与すると議会で演説し、ケネディ艦長には柏葉敢闘章が追贈された。1941年、この海戦に参加した「シャルンホルスト」と「グナイゼナウ」の乗員に艦隊戦闘章が授与された。

## 姉妹船
姉妹船の「ラーンチ (Ranchi)」、「ランプラ (Ranpura)」、「ラージプタナ」も仮装巡洋艦に改装され、「ラージプタナ」は1941年4月13日にデンマーク海峡においてU-108の雷撃で撃沈された。